# Dansbandspop
Dansbandspop är en genre inom dansbandsmusiken som har ett mer genomarbetat popsound över låtarna än den traditionella dansbandsmusiken, för att nå en yngre publik, medan de traditionella hellre lånat inslag från country, schlager och äldre rock. Exempel på band som spelar dansbandspop är Arvingarna, Friends, Barbados, samt Titanix  och Candela .

### Fotnoter
1. ↑  Michael Nystås (21 augusti 2001). ”Arvingarnas nya platta värd 5 plus” (på svenska). Aftonbladet. https://www.aftonbladet.se/nojesbladet/a/oR6oga/arvingarnas-nya-platta-vard-5-plus. Läst 15 oktober 2018.
2. ↑  Michael Nystås (10 april 2001). ”Inget Friendsfan bör missa hemliga skivan” (på svenska). Aftonbladet. https://www.aftonbladet.se/nojesbladet/a/Xw6Q57/inget-friends-fan-bor-missa-hemliga-skivan. Läst 15 oktober 2018.
3. ↑  Dansbandsbloggen 26 mars 2009 - Titanix dansbandspop ger mersmak Arkiverad 13 augusti 2010 hämtat från the Wayback Machine.
4. ↑  Candela - Historik Arkiverad 11 september 2011 hämtat från the Wayback Machine.